# Nasrallah Pierre Sfeir
Nasrallah Pierre Sfeir (àrab: نصر الله بُطرس صفير, Naṣr Allāh Buṭrus Ṣfayr) (Rayfoun, 15 de maig de 1920 – Beirut, 12 de maig de 2019) va ser patriarca de la major comunitat cristiana del Líban, l'Església maronita, una església catòlica oriental en comunió amb la Santa Seu. També va ser cardenal. Va ser triat Patriarca Maronita d'Antioquia el 27 d'abril de 1986, i la seva renúncia va ser acceptada el 26 de febrer de 2011. És el tercer maronita en ser cardenal i va ser el 76è patriarca de l'Església Maronita amb el títol oficial de «Sa Beatitud i Eminència el setanta-sisè Patriarca d'Antioquia i tot el Llevant».

## Biografia

### Primers anys i ordenació
Sfeir va néixer a Rayfoun, al Líban, el 15 de maig de 1920. Va ser educat a Beirut i a l'escola Mar Abda de Harharaya, on va completar els seus estudis primaris i complementaris. A Ghazir va completar els seus estudis secundaris al seminari de Sant Maró. Es va graduar en filosofia i teologia el 1950 a la Universitat de Sant Josep de Beirut. Va ser ordenat sacerdot aquell mateix any, el 7 de maig. De 1951 a 1955 va exercir com a sacerdot a la parròquia de Rayfoun. El 1956, va ser nomenat secretari del patriarcat maronita, amb seu a Bkerké. El mateix any, es va convertir en el professor de traducció en literatura i filosofia de l'Escola dels Germans Maristes a Jounieh. El 23 de juny de 1961 Sfeir va ser nomenat bisbe titular i vicari patriarcal. El 16 de juliol de 1961, va ser consagrat bisbe titular de Tars pel patriarca Paul Peter Meouchi i va tenir com a companys de consagració João Chedid, bisbe titular d'Arca a Fenícia dels Maronites, i Michael Doumith, eparca de Sarba. A continuació, Sfeir va servir com a vicari patriarcal.

### Patriarca
Va ser elegit a la primacia de l'Església maronita pel Concili de Bisbes Maronites, el 19 d'abril de 1986, i va sent confirmat pel papa Joan Pau II el 7 de maig de 1986.

#### Litúrgia
Sfeir es mostrà molt interessat en accelerar les reformes litúrgiques. Aquest treball va donar els seus fruits el 1992 amb la publicació d'una nou missal maronita, que representava un intent de tornar a la forma original de la litúrgia antioquena. El seu «Servei de la Paraula» ha estat descrit com molt més enriquit que missals anteriors, i compta amb sis anàfores (Pregàries eucarístiques).

#### Paper durant la guerra civil
Servir com a vicari de dos patriarques anteriors preparà a Sfeir per al paper tant en l'àmbit eclesiàstic com civil. Es va convertir en una veu forta per la raó i el seny en els últims anys de la guerra civil libanesa, que va durar de 1975 a 1990. Va parlar sovint en contra de les injustícies socials i polítiques, i per als pobres i marginats. Els seus escrits i sermons exposen la seva visió de com el Líban podia aconseguir un futur lliure i pròsper. Igual que el seu predecessor, Sfeir va quedar en gran manera fora de la política durant els primers anys del seu mandat com patriarca, en general, respectant la postura del President, però el 1989, ja s'havia vist embolicat en la política nacional.

#### Renúncia
El cardenal Sfeir va presentar la seva renúncia a la Congregació per a les Esglésies Orientals a Roma a finals de 2010, però la seva renúncia no va ser acceptada inicialment a causa que sis bisbes maronites havien presentat la seva dimissió en arribar a l'edat de jubilació de 75 a juny de 2010. La seva renúncia va ser finalment acceptada pel Papa Benet XVI el 26 de febrer de 2011.
El cardenal Sfeir va ser succeït pel bisbe Béchara Boutros Raï que va ser triat com a nou Patriarca d'Antioquia el 15 de març del 2011.

### Cardenalat
Sfeir va ser creat cardenal pel Papa Joan Pau II en el consistori del 26 de novembre de 1994. Com a patriarca d'una església particular sui juris que ha estat creat cardenal, Sfeir és un cardenal bisbe.
No va participar en els conclaves de 2005 i 2013, per haver assolit ja l'edat límit de 80 anys.

## Obres
Sfeir ha escrit diversos llibres, entre ells Les fonts de l'Evangeli-Bkerké, (1975), Personalitats que van desaparèixer 1961-1974 (dos volums) i Sermons dominicals: reflexions espirituals i suport de les posicions nacionals (diversos volums, 1988).
Sfeir és fluid en diversos idiomes: siríac, arameu, francès, italià i llatí, així com el seu àrab nadiu, sent competent tant en àrab clàssic com en els dialectes libanesos.

## Participació en política

### Primavera de 1989
El cardenal es va trobar tant al camp sirià com fora d'ell. A principis de la dècada de 1990 no va donar suport al paper de Síria contra el general Michel Aoun. A la primavera de 1989, quan Aoun va llançar una campanya per aconseguir el control de les àrees de la milícia dominada, 23 diputats cristians del parlament es van reunir a la seu de l'Església Maronita a Bkerké, sota els auspicis de Sfeir, i va demanar un alto el foc. Mentre centenars de milers de libanesos (cristians i no cristians) es van reunir al palau presidencial de Baadba en suport d'Aoun, un parell de milers de cristians es manifestaren a Bkerki contra Aoun. Sota, el que alguns diuen, pressió del Vaticà, va recolzar l'Acord de Taif i, per tant, el mandat sirià sobre el Líban amb la finalitat de posar fi a la guerra civil, dient que era «un error fatal creure que podem viure només en una illa en la qual tractem els nostres assumptes com volem.» Uns dies més tard, va declarar que la no acceptació de l'Acord de Taif d'Aoun era il·legal i inconstitucional. El 5 de novembre, mentre que els parlamentaris eren reunits per triar un nou president a una base aèria abandonada al nord del Líban sota control siri, Sfeir va advertir en un sermó que la resistència d'Aoun «portaria a una escissió del país.»

### Oposició dins de l'Església
L'autoritat del Patriarca va ser qüestionada fins i tot dins de la mateixa Església, ja que diverses ordres monàstiques van emetre proclames de suport a Aoun i denunciant l'Acord de Taif. Per reforçar l'autoritat del patriarca, el Vaticà es va implicar directament en la reorganització de l'Església maronita. Parlant davant d'una reunió de bisbes del Líban al novembre de 1989, el nunci del Papa al Líban, Pablo Puente, va condemnar «la intervenció de clergues i institucions en la política sense ser oficialment escollits per la jerarquia de l'església... cal posar fi a les visites polítiques i declaracions que no tenen un mandat clar de l'Església.» El Vaticà més tard va tractar de temperar les visions nacionalistes al clergat mitjançant la designació de "bisbes convidats” per supervisar tres ordres monàstiques especialment militants. El 1990 Sfeir va exigir al govern rival a l'oest de Beirut d'ocupar l' "enclavament cristià" d'Aoun a l'est. «El govern legítim ha d'estendre la seva autoritat sobre tota la nació», va dir en una entrevista. «No s'ha d'esperar cap invitació de ningú per fer-ho.» Finalment el 13 d'octubre de 1990, l'exèrcit sirià va aixafar la insurgència d'Aoun i la llarga guerra civil, finalment va arribar a la seva fi. La principal objecció d'Aoun a l'Acord de Taif va ser que no tenia cap calendari ferm per a la retirada de Síria i que abolia la major part del poder del president maronita lliurant-los al primer ministre sunnita. Els sirians havien d'ocupar el Líban per uns altres 15 anys.

### La Revolució dels Cedres
La pressió internacional 'obligà' la invasió siriana a retirar les seves forces del Líban, a conseqüència de l'agitació política i les grans protestes al carrer sorgides per l'assassinat de l'exprimer ministre Rafiq Hariri; per tant a finals d'abril de 2005 - Sfeir fou una de les veus crítiques de la prevaricació siriana en el compliment del seu compromís de retirada, efectuada al voltant de 2003, per silenciar-se just quan els punts de vista anti-sirians s'estenien. La moderació en els seus comentaris d'aquell moment feia pensar que hagués perdut el suport, en particular, de la majoria cristiana que havia hagut de fugir del país. El cardenal fins i tot va demanar moderació en la retòrica anti-siriana, i que el Líban es concentrés en el seu desenvolupament econòmic en comptes de les desavinences polítiques. No obstant això, centenars de milers de libanesos (majoritàriament cristians) es van reunir a Bkerke i les seves vies d'accés el 27 de març de 2001, per donar la benvinguda al cardenal tot just arribat d'una gira pels Estats Units, en la qual demanava la retirada de l'exèrcit sirià. Que el 2001 beneís l'establiment de l'organització cristiana Qornet Shehwan Gathering oposada a l'actuació de Síria, i que a conseqüència de l'assassinat de Hariri reafirmés la seva oposició al paper predominant de Síria en la política libanesa, juntament amb els canvis polítics ocorreguts des de la retirada de Síria, restaurà en gran manera la posició que tenia anteriorment com el portaveu principal de la seva comunitat.

### Reacció a la paràlisi política

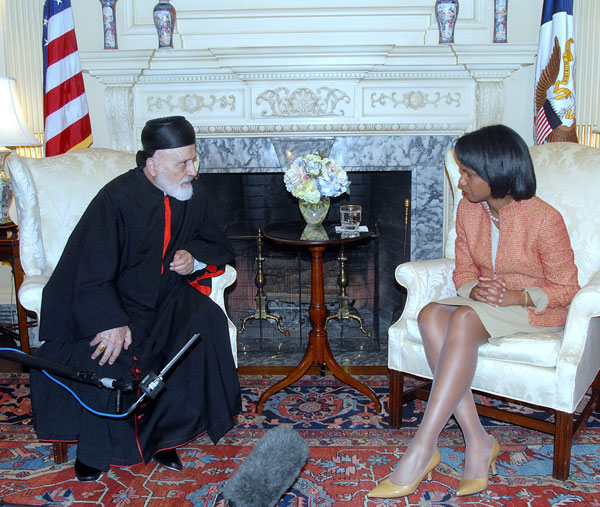
Amb la secretària d'Estat Condoleezza Rice.

A la primera meitat de 2006, el cardenal va ser crític vers la paràlisi política creada per la controvèrsia sobre si el president Émile Lahoud havia de complir la resta del seu mandat (que es va estendre especialment sota la pressió de Síria en l'any 2004 fins a novembre de 2007). Alhora, subratllà que Lahoud havia de ser retirat únicament per mitjans legals i constitucionals i que el funcionament continu sense problemes del govern i un consens nacional sobre el seu successor eren les principals prioritats. Per tal de discutir la guerra entre Israel i el Líban de juliol de 2006 i la política dels Estats Units sobre l'assumpte, es va reunir amb el vicepresident Dick Cheney a la Casa Blanca, i més tard va parlar amb la secretària d'Estat, Condoleezza Rice.

### Relacions amb el Moviment Patriòtic Lliure
El 15 d'octubre de 2006, el Moviment Patriòtic Lliure (MPL) cristià va celebrar reunions en què es van plantejar consignes anti-patriarcals, denunciant les posicions polítiques del cardenal Sfeir, que consideraven contràries a la voluntat dels cristians del MPL al Líban. El bloc MPL, dirigit per l'ex general i actual diputat Michel Aoun, constituí el major bloc cristià al Parlament libanès. Les relacions entre el cardenal i el MPL i Hezbollah es deterioraren encara més quan el patriarca va fer una crida de onze hores de durada just abans de les eleccions de 2009 renegant de Hizbullah i la MPL i advertint als cristians que no els votessin. Una postura que molts cregueren que tallava severament el suport cristià a l'Aliança del 8 de març, sobretot quan Aoun va resultar el major perdedor a les eleccions de 2009 segons algunes estimacions. El MPL culpà el cardenal d'haver-los fet perdre el 20% del suport cristià utilitzant la retòrica religiosa, i per no haver-se oposat a la transferència de 15.000 votants sunnites dels pobles de Bekaa al districte cristià de Zahle on el MPL va perdre 8 diputats. Actualment, el MPL i els seus aliats tenen un dels dotze escons ortodoxos, dos de cada vuit escons catòlics, dos dels sis escons armenis i gairebé la meitat dels escons maronites amb la resta pertanyent al 14 de març tot i que el MPL encara conserva el major bloc parlamentari totalment cristià amb 27 parlamentaris, que inclou diputats d'altres partits com el Moviment Marada, així com personalitats de govern independents pro-sirianes. A més, no tots els parlamentaris del bloc Canvi i Reforma són cristians.